# Дом Ярошенко
Дом Ярошенко — жилое здание в центре Москвы, в Подколокольном переулке. Объект культурного наследия регионального значения, внесён в реестр под названием: «Торговые ряды П. В. Степанова — ночлежный дом Е. П. Ярошенко. 1860-е — 1880-е гг., палаты стольника Е. И. Бутурлина. 1660-е гг.»
Дом Ярошенко находится на исторической территории Белого города урочища Кулишки. Входит в состав пяти кварталов Достопримечательного места «Хитровка».
Существующее сложное в плане 2-3-х этажное, частью с полуподвалом здание представляет собой группу каменных построек разного времени, образовавших единый объём. Свой нынешний вид дом приобрёл в 1880-е годы при последней владелице Елизавете Платоновне Ярошенко. Дом имеет важное градостроительное положение, формируя линию Подколокольного переулка и западную сторону Хитровской площади. Во дворе находится ядро владения — двухэтажные каменные палаты стольника Е. И. Бутурлина.

## История

### XVI—XVIII века
Местность на склоне Ивановской горки в урочище Кулишки, где располагается владение, одна из самых живописных в центре Москвы, она издавна использовалась для разведения садов. Уже в начале XV века в этом районе находился загородный двор московских великих князей, летняя резиденция московских митрополитов, а также пригородные боярские усадьбы. На так называемом «Петровом чертеже» (1597 год) схематически показана здесь деревянная слободская застройка.
В 1638 году, согласно архивным источникам, в южной, связанной с нынешним Подколокольным переулком части рассматриваемого владения, находился двор подьячего Сергея Беликова.
В середине XVII века владение Сергея Беликова уже принадлежало стольнику и воеводе Емельяну Ивановичу Бутурлину. Во дворе можно видеть открытую реставратором Георгием Евдокимовым кирпичную кладку 1660-х годов, частично сохранившейся декор наличников и портала, рельефные изразцы.
В 1738—1772 годы участком владела Аграфена Фёдоровна, вдова капитана лейб-гвардии Измайловского полка Ивана Васильевича Толстого. Здесь выросли их дети и внуки.
На плане Горихвостова (1768 год), в основе которого лежит топографическая съемка города Москвы 1730—1740-х годов, здесь показана крупная городская усадьба, включающая не только рассматриваемый участок, но и находящееся восточнее пространство позднейшей Хитровской площади. На плане Горихвостова хорошо различим крупный каменный объём главного дома, сохранившийся в перестроенном виде вплоть до настоящего времени, а также несколько деревянных корпусов служб.
В 1747 году здесь поселяются Волконские: Михаил Дмитриевич Волконский князь, отставной капитан, его сын Иван Михайлович (—1763), бригадир, затем генерал-майор, его супруга — Анна Семёновна (1693—), дочь Семёна Давыдовича Волконского и Ирины Михайловны Волконской, урождённой Кутузовой и их дети, а позже и внуки Шаховские: Пётр (1725—1791) и Александр (1722—1770) Алексеевичи.
Из архивных источников известно, что 1750 года владельцами участка являлись: Аграфена Фёдоровна Львова — жена князя Алексея Яковлевича Львова (—1743), стольника царицы Прасковьи Федоровны (1687) и их дочь Елизавета Алексеевна (11.04.1743—30.07.1808) — жена князя Сергея Ивановича Одоевского.
В 1750 году здесь жили Андрей Яковлевич Дашков (—1772), лейб-гвардии Преображенского полка капрал, его супруга — Анна Сергеевна (Семёновна), урождённая Сукина (1723—1786) с детьми.
В 1744—1760-х годах владельцем усадьбы был секунд-майор Фёдор Иванович Ушаков (1693/1695—24.05.1766) с супругой — Голосовой Дарьей Алексеевной и сыном Лукой Фёдоровичем (1735—1814)
Около середины 1770-х годов единое большое владение распалось на два, одним из которых стало рассматриваемое владение, в пределах которого остался старый главный дом, а другим — большой участок к востоку превратился в 1824 году в Хитровскую площадь.
На генеральном плане владения 1786 года, принадлежащему артиллерии капитана Фёдору Дмитриевичу Колтовскому (—12.11.1814), участок представлен в его существующих принципиальных границах. Из изъяснениях к плану следует, что до 1784 года объём главного дома имел с северной стороны Г-образно примыкающую двухэтажную каменную часть, пристроенную, в 1750—1760-х годах и позднее разобранную.
В 1784 году по красной линии Подкопаевского переулка были симметрично поставлены два Г-образных каменных флигеля, левый предназначался для жилья, правый — для каретного сарая и конюшни. В северо-восточной части участка располагался небольшой одноэтажный нежилой объём, до 1784 года деревянный, после — каменный.

### XIX—XX века
1822 — 1835 годы — период владения усадьбой братьев Боборыкиных: отставного капитан-лейтенанта Александра Александровича и лейтенант а 22 флотского экипажа Андрея Александровича. На плане владения Александра а Андрея Боборыкиных 1822 года видно, что прочная каменная застройка владения пережила пожар 1812 года. Объёмы главного дома, правого флигеля и хозяйственного строения в глубине двора показаны на плане несколько большими по длине, что следует, по-видимому, связывать с ремонтными работами во владении. Об ампирном поновлении застройки владения свидетельствуют фасады уличных флигелей в 1830 году.
Важным фактором в развитии объемно-пространственной структуры владения, оказавшим серьёзное влияние на его градостроительную ориентацию, было образование в 1824 году на месте соседнего с востока владения Хитровской площади.
С 1835 года владение перешло надворной советнице Екатерине Михайловне Богдановой.
До 1854 года участком владел подпоручик Леонтий Фон Кух.
В период между 1836 и 1866 годами были возведены два, соединённые Г-образно, здания торговых рядов Хитрова рынка, сформировавших своими фасадами линию Подколокольного переулка и Хитровской площади. Разные по этажности объёмы имели общую линию кровли, так как располагались на местности с сильным подъёмом рельефа к северу.
В 1866 году был составлен проект новой застройки северной половины периметра владения с разборкой всех прежних существовавших на данной линии объёмов. Выстроенный ранее фасадом на Хитровскую площадь двухэтажный доходный дом был продолжен по всей данной границе владения; задней своей стеной новая часть примкнула к находившемуся в глубине двора объёму главного дома. Это привело к объединению всей застройки восточной части владения в слитный комплекс. Для доступа в глубь владения со стороны площади во вновь возведённом здании была предусмотрена проездная арка. Весь отрезок усадьбы по линии Подкопаевского переулка был заполнен трёхэтажным жилым доходным домом. Часть проекта, которая касалась застройки северной части была осуществлена в 1890 году. В данном месте был построен не сохранившийся протяженный одноэтажный хозяйственный объём.
В сложившемся в 1866—1890-х годах виде застройка владения сохранилась до настоящего времени. В 1970—1980-е годы был утрачен одноэтажный хозяйственный корпус 1890 года постройки вдоль северной границы владения. Во дворе у въездной арки частично сохранился другой аналогичный корпус, используемый под бойлерную.
В 1868 — 1872 годах дом принадлежал действительному статскому советнику, архангельскому гражданскому губернатору (7 июня 1839 — 9 декабря 1842) Платону Викторовичу Степанову (1798—1872).
В 1872 году по духовному завещанию владение перешло его дочери — Елизавете Платоновне Степановой (в 1-м браке Шлиттер, во 2-м браке Ярошенко; 1850—после 1915), супруге талантливого химика, инженера Василия Александровича Ярошенко (1848—после 1915). В 1888—1890 годах в реконструкции дома принимал участие архитектор А. А. Никифоров (были построены галереи и хозяйственные постройки).
Дом во владении Е. П. Ярошенко посетили в 1902 году К. С. Станиславский, В. И. Немирович-Данченко и художник В. А. Симов: они приходили на Хитровку изучать быт «низов» перед постановкой в Московском художественном театре пьесы Горького «На дне» Тогда в доме находились трактир «Каторга» и «писучая квартира» — в ней жили разорившиеся дворяне, зарабатывающие на жизнь перепиской пьес и рукописей.
Гиляровский писал:

К. С. Станиславский, Вл. И. Немирович-Данченко, кое-кто из артистов и художник Симов совершают поход на Хитровку вдохнуть трущобного духу. Веду их в дом Степанова... Половину ночлежки, за перегородкой, занимают нищие, другую, просторную, с большим столом под висячей лампой, — переписчики пьес и ролей для театральной библиотеки Рассохина. Все эти люди так или иначе с прошлым, видавшие и лучшие дни. Босые и полураздетые, они за этим столом и днем и ночью пишут, а, получив деньги, в день их пропивают... Это самая тихая ночлежка из всей Хитровки... По установленному обычаю, гости здесь угощали хозяев...<...> У стола две самые высокие фигуры, оба прекрасно держатся, как равный с равным — один К. С. Станиславский в хорошем пальто, в мягкой шляпе, а другой одного роста с ним, сложенный хоть Аполлона лепи, но в одном нижнем белье...
За столом, под лампой, Симов рисовал с кого-то карандашом портрет.

Станиславский вспоминал:

В самом центре большой ночлежки находился тамошний университет с босяцкой интеллигенцией. Это был мозг Хитрова рынка, состоявший из грамотных людей, занимавшихся перепиской ролей для актёров и для театра. Они ютились в небольшой комнате и показались нам милыми, приветливыми и гостеприимными людьми. Особенно один из них пленил нас своей красотой, образованием, воспитанностью, даже светскостью, изящными руками и тонким профилем. Он прекрасно говорил почти на всех языках, так как прежде был конногвардейцем. Прокутив своё состояние, он попал на дно, откуда ему, однако, удалось на время выбраться и вновь стать человеком. Потом он женился, получил хорошее место, носил мундир, который к нему очень шёл.

«Пройтись бы в таком мундире по Хитрову рынку!» — мелькнула у него как-то мысль.

Но он скоро забыл об этой глупой мечте... А она снова вернулась... ещё... ещё... И вот, во время одной из служебных командировок в Москву он прошёлся по Хитрову рынку, поразил всех и... навсегда остался там, без всякой надежды когда-нибудь выбраться оттуда.

Все эти милые ночлежники приняли нас, как старых друзей, так как хорошо знали нас по театру и ролям, которые переписывали для нас. Мы выставили на стол закуску, то есть водку с колбасой, и начался пир. Когда мы объяснили им цель нашего прихода, заключающуюся в изучении жизни бывших людей для пьесы Горького, босяки растрогались до слёз. «Какой чести удостоились!» — воскликнул один из них.

После посещения Хитровки Немирович-Данченко писал Горькому: «Самые ночлежки дали нам мало материала. Они казенно-прямолинейны и нетипичны по настроению».

Через несколько дней после посещения Хитровки Станиславский вместе с Симовым и его помощником К. Сапуновым принялись за изготовление макетов. Все, что увидели Симов и Станиславский на Хитровке, своеобразно претворялось в макетах. Художник не стремился буквально воспроизвести «казенно прямолинейные помещения ночлежек», они были не интересны. Симов и Станиславский создавали в макете обобщённо-типический образ «дна».

### Советские годы
В 1920-е годы в доме было организовано жилищное товарищество. Одним из новых жильцов стал инженер Даниил Матвеев, при участии которого была построена новая галерея во дворе, взамен разрушившейся её части. В доме по сей день проживает его внук, старший научный сотрудник ИХФ РАН Виталий Матвеев.
В 1930-е годы в результате подселения отдельные квартиры стали коммуналками. В разные годы здесь жили на втором этаже: изобретатель лазера советский физик, будущий лауреат Нобелевской премии Николай Басов и художник по костюмам музыкального театра Станиславского и Немировича-Данченко Елена Архангельская.
В 60-е годы и до отъезда в США в 80-е в одной из коммунальной квартир жил известный литератор, театральный критик, «знаменитый московский гуру», любимец, духовный наставник московской интеллигенции Александр Наумович Асаркан (1930—2004).

Жил Асаркан не где-нибудь, а на Хитровке.
С бульвара я свернул в Подколокольный, дошёл до ближайшего угла и остановился. Задрав голову, начал высчитывать нужное окно второго этажа. Вот оно, с другим не спутаешь. Узенькое, по цвету напоминает закопчённый глазок дачной керосинки. Внизу что-то круглилось. Сашина голова в берете, вот что это было. Войдите в ту арку и поверните налево. Повернул. Дающий дальнейшие указания голос из темноты обнаружился на другой стороне и чуть ли не в другом корпусе. Как выяснилось, — в крайнем окне длинного коленчатого коридора. Коридорная система. Крашеные дощатые полы, тусклое публичное освещение.
В его комнате собирались подростки-ученики, как их называл Павел Улитин, «колледж Асаркана».
С 1970-го года на первом этаже дома появились художественные мастерские книжного иллюстратора Юрия Иванова и графика Анатолия Якушина.
В настоящее время в доме кроме жилых квартир находятся: Приходской совет церкви Трёх Святителей, Московские Православные регентские курсы Евгения Кустовского, иконописная и реставрационная мастерская при церкви Трёх Святителей .

## Телепередачи и сюжеты о Доме Ярошенко
- Любэ / Ребята с нашего двора. Реж. — Артём Михалков, 1997. По хронометражу 00:13 и 04:16 минуты, вид с Подколокольного переулка[46].
- Тайны века. Москва бандитская. Хитровка. (недоступная ссылка) Реж. — Николай Брусенцев, Останкино, 2004.
- Документальный фильм о прошлом и настоящем Хитровской площади. Дипломная работа ГИТР Реж. — Н. Агапова, 2011.
- Облюбование Москвы. Московский дворик — Репортаж Рустама Рахматуллина, Россия-24, 2013.

## Дом Ярошенко в художественном кино
- Брат 2 (2000, реж. Алексей Балабанов)[47]
- Сыщик Путилин: Дело номер 3 (2007, реж. Сергей Газаров)[48]
- За последней чертой: (1991, реж. Николай Стамбула)